# Vriend van Goud
Vriend van Goud is een Belgische korte film uit 2017, geschreven en geregisseerd door Ruben Vandenborre.

## Verhaal
De negenjarige Victor wordt gepest en zoekt een plaats in de grauwheid van het naoorlogse Vlaanderen. Hij vindt een ongewone vriendschap met een vis.